# Daniel Parke
Daniel Parke (sinh ngày 5 tháng 9 năm 1664 – mất ngày 7 tháng 12 năm 1710) là một chính trị gia người Anh, từng có thời gian làm việc trong Hội đồng toàn quyền thuộc địa Virginia từ năm 1695 đến năm 1697.

## Cuộc đời
Trong suốt thời gian Chiến tranh Kế vị Tây Ban Nha diễn ra, Parke đóng vai trò là một sĩ quan hầu cận cho John Churchill, Công tước thứ Nhất vùng Marlborough; sau trận Blenheim với chiến thắng thuộc về vùng Marlborough, ông trở thành người thân tín của Nữ hoàng Anne.
Nhận được niềm tin từ Nữ hoàng, Parke giữ chức Thống đốc Quần đảo Leeward năm 1706 đến năm 1710. Ông chịu sự ganh ghét và bị cáo buộc về hành vi tham nhũng và suy đồi đạo đức. Ngày 7 tháng 12 năm 1710, cư dân trong vùng nổi dậy; Parke bị kéo lê ra khỏi nhà ở Antigua và bị sát hại.
Người kế nhiệm ông là Walter Douglas.

## Gia đình
Người con gái lớn của Parke kết hôn với John Custis, trong khi người còn lại cưới William Byrd II.
Hậu duệ của Parke bao gồm Daniel Parke Custis, người chồng đầu tiên của Martha Washington, và Mary Custis Lee, vợ của tướng Robert E Lee.